# Условное математическое ожидание
Условное математическое ожидание в теории вероятностей — это среднее значение случайной величины при выполнении некоторого условия (реализации каких-то событий). Часто в качестве условия выступает фиксированное на некотором уровне значение другой случайной величины, которая может быть связана с данной (если эти случайные величины независимы, то условное математическое ожидание совпадает с (безусловным) математическим ожиданием). В этом случае условное математическое ожидание случайной величины {\displaystyle Y} при условии, что случайная величина {\displaystyle X} приняла значение {\displaystyle x} обозначается как {\displaystyle E(Y|X=x)}, соответственно, ее можно рассматривать как функцию от {\displaystyle x}. Эта функция называется функцией регрессии случайной величины {\displaystyle Y} на случайную величину {\displaystyle X} и поэтому условное математическое ожидание обозначают как {\displaystyle E(Y|X)}, то есть без указания фиксированного значения {\displaystyle x}.
Условное  математическое ожидание - это характеристика условного распределения.

## Определения
Будем считать, что дано вероятностное пространство {\displaystyle (\Omega ,{\mathcal {F}},\mathbb {P} )}. Пусть {\displaystyle X:\Omega \to \mathbb {R} } — интегрируемая случайная величина, то есть {\displaystyle \mathbb {E} \vert X\vert <\infty }. Пусть также {\displaystyle {\mathcal {G}}\subset {\mathcal {F}}} — σ-подалгебра σ-алгебры {\displaystyle {\mathcal {F}}}.

### УМО относительно σ-алгебры
Случайная величина {\displaystyle {\hat {X}}} называется условным математическим ожиданием {\displaystyle X} относительно σ-алгебры {\displaystyle {\mathcal {G}}}, если
- {\displaystyle {\hat {X}}} измерима относительно {\displaystyle {\mathcal {G}}}.
- {\displaystyle \forall A\in {\mathcal {G}},\quad \mathbb {E} \left[{\hat {X}}\mathbf {1} _{A}\right]=\mathbb {E} [X\mathbf {1} _{A}]},

где {\displaystyle \mathbf {1} _{A}} — индикатор события {\displaystyle A} (иными словами, это характеристическая функция множества-события, аргументом которой является случайная величина или элементарный исход). 
Условное математическое ожидание обозначается {\displaystyle \mathbb {E} [X\mid {\mathcal {G}}]}.
Пример. Пусть {\displaystyle \Omega =\{1,2,3,4\},\,{\mathcal {F}}=2^{\Omega },\,\mathbb {P} (\omega )=1/4,\,\omega =1,\ldots ,4.} Положим {\displaystyle {\mathcal {G}}=\{\varnothing ,\{1,2\},\{3,4\},\Omega \}}. Тогда {\displaystyle {\mathcal {G}}} — σ-алгебра, и {\displaystyle {\mathcal {G}}\subset {\mathcal {F}}}. Пусть случайная величина {\displaystyle X} имеет вид
{\displaystyle X(\omega )=\omega ^{2},\;\omega =1,\ldots ,4}.
Тогда
{\displaystyle \mathbb {E} [X\mid {\mathcal {G}}](\omega )=\left\{{\begin{matrix}{\frac {5}{2}},&\omega =1,2\\[5pt]{\frac {25}{2}},&\omega =3,4.\end{matrix}}\right.}

### УМО относительно семейства событий
Пусть {\displaystyle {\mathcal {C}}=\{C_{\alpha }\}\subset {\mathcal {F}}} — произвольное семейство событий. Тогда условным математическим ожиданием {\displaystyle X} относительно {\displaystyle {\mathcal {C}}} называется
{\displaystyle \mathbb {E} [X\mid {\mathcal {C}}]\equiv \mathbb {E} [X\mid \sigma ({\mathcal {C}})]},
где {\displaystyle \sigma ({\mathcal {C}})} — минимальная сигма-алгебра, содержащая {\displaystyle {\mathcal {C}}}.
Пример. Пусть {\displaystyle \Omega =\{1,2,3,4\},\,{\mathcal {F}}=2^{\Omega },\,\mathbb {P} (\omega )=1/4,\,\omega =1,\ldots ,4.} Пусть также {\displaystyle C=\{1,2,3\}}. Тогда {\displaystyle \sigma (C)=\{\varnothing ,\{1,2,3\},\{4\},\Omega \}\subset {\mathcal {F}}}. Пусть случайная величина {\displaystyle X} имеет вид
{\displaystyle X(\omega )=\omega ^{2},\;\omega =1,\ldots ,4}.
Тогда
{\displaystyle \mathbb {E} [X\mid {\mathcal {C}}](\omega )=\left\{{\begin{matrix}{\frac {14}{3}},&\omega =1,2,3\\[5pt]16,&\omega =4.\end{matrix}}\right.}

### УМО относительно случайной величины
Пусть {\displaystyle Y:\Omega \to \mathbb {R} } другая случайная величина. Тогда условным математическим ожиданием {\displaystyle X} относительно {\displaystyle Y} называется
{\displaystyle \mathbb {E} [X\mid Y]\equiv \mathbb {E} [X\mid \sigma (Y)]},
где {\displaystyle \sigma (Y)} — σ-алгебра, порождённая случайной величиной {\displaystyle Y}.
Другое определение УМО {\displaystyle X} относительно {\displaystyle Y} :
{\displaystyle \mathbb {E} (X\mid Y)=\mathbb {E} (X\mid Y=y)\mid _{y=Y}}
Такое определение конструктивно описывает алгоритм нахождения УМО:
- найти математическое ожидание случайной величины {\displaystyle X}, принимая {\displaystyle Y} за константу {\displaystyle y};
- Затем в полученном выражении {\displaystyle y} обратно заменить на случайную величину {\displaystyle Y}.

Пример:
{\displaystyle X\equiv N(a,\sigma ^{2})}
{\displaystyle \mathbb {E} \left[{\frac {X}{Y}}\mid Y\right]=\mathbb {E} \left[{\frac {X}{y}}\right]\mid _{y=Y}={\frac {1}{y}}\mathbb {E} [X]\mid _{y=Y}={\frac {a}{y}}\mid _{y=Y}={\frac {a}{Y}}}

### Условная вероятность
Пусть {\displaystyle B\in {\mathcal {F}}} — произвольное событие, и {\displaystyle \mathbf {1} _{B}} — его индикатор. Тогда условной вероятностью {\displaystyle B} относительно {\displaystyle {\mathcal {G}}} называется
{\displaystyle \mathbb {P} (B\mid {\mathcal {G}})\equiv \mathbb {E} [\mathbf {1} _{B}\mid {\mathcal {G}}]}.

## Замечания
- Условное математическое ожидание — это случайная величина, а не число.
- Условное математическое ожидание определено с точностью до событий вероятности нуль. Таким образом, если {\displaystyle {\hat {X}}_{1}=\mathbb {E} [X\mid {\mathcal {G}}]} и {\displaystyle {\hat {X}}_{1}={\hat {X}}_{2}} {\displaystyle \mathbb {P} }-почти всюду, то {\displaystyle {\hat {X}}_{2}=\mathbb {E} [X\mid {\mathcal {G}}]}. Отождествив случайные величины, различающиеся лишь на событиях вероятности нуль, получаем единственность условного математического ожидания.
- Взяв {\displaystyle A=\Omega }, получаем по определению:

{\displaystyle \mathbb {E} [X]=\mathbb {E} [\mathbb {E} [X\mid {\mathcal {G}}]]},
и в частности справедлива формула полной вероятности:
{\displaystyle \mathbb {P} (B)=\mathbb {E} [\mathbb {P} (B\mid {\mathcal {G}})]}.
- Пусть σ-алгебра {\displaystyle {\mathcal {G}}=\sigma (C_{1},\ldots ,C_{n})} порождена разбиением {\displaystyle \{C_{i}\}_{i=1}^{\infty }}. Тогда

{\displaystyle \mathbb {E} [X\mid {\mathcal {G}}]=\sum _{i=1}^{\infty }\mathbb {E} [X\mid C_{i}]\mathbf {1} _{C_{i}}}.
В частности формула полной вероятности принимает классический вид:
{\displaystyle \mathbb {P} (A\mid {\mathcal {G}})=\sum \limits _{i=1}^{\infty }\mathbb {P} (A\mid C_{i})\mathbf {1} _{C_{i}}},
а следовательно
{\displaystyle \mathbb {E} [\mathbb {P} (A\mid {\mathcal {G}})]=\sum \limits _{i=1}^{\infty }\mathbb {P} (A\mid C_{i})\mathbb {E} [\mathbf {1} _{C_{i}}]=\sum \limits _{i=1}^{\infty }\mathbb {P} (A\mid C_{i})\,\mathbb {P} (C_{i})=\mathbb {P} (A)}.

## Основные свойства
- Если {\displaystyle {\hat {X}}=\mathbb {E} [X\mid Y]}, то существует борелевская функция {\displaystyle h:\mathbb {R} \to \mathbb {R} }, такая что

{\displaystyle {\hat {X}}=h(Y)}.
Условное математическое ожидание {\displaystyle X} относительно события {\displaystyle \{Y=y\}} по определению равно
{\displaystyle \mathbb {E} [X\mid Y=y]\equiv h(y)}.
- Если {\displaystyle X\geq 0} п.н., то {\displaystyle \mathbb {E} [X\mid {\mathcal {G}}]\geq 0} п.н.
- Если {\displaystyle X} независима от {\displaystyle {\mathcal {G}}}, то

{\displaystyle \mathbb {E} [X\mid {\mathcal {G}}]=\mathbb {E} [X]} п.н.
В частности, если {\displaystyle X,Y} независимые случайные величины, то
{\displaystyle \mathbb {E} [X\mid Y]=\mathbb {E} [X]} п.н.
- Если {\displaystyle {\mathcal {G}}_{1},{\mathcal {G}}_{2}} — две σ-алгебры, такие что {\displaystyle {\mathcal {G}}_{1}\subset {\mathcal {G}}_{2}\subset {\mathcal {F}}}, то

{\displaystyle \mathbb {E} [\mathbb {E} [X\mid {\mathcal {G}}_{2}]\mid {\mathcal {G}}_{1}]=\mathbb {E} [X\mid {\mathcal {G}}_{1}]}.
- Если {\displaystyle X} — {\displaystyle {\mathcal {G}}}-измерима, и {\displaystyle Y} — случайная величина, такая что {\displaystyle Y,XY\in L^{1}}, то

{\displaystyle \mathbb {E} [XY\mid {\mathcal {G}}]=X\,\mathbb {E} [Y\mid {\mathcal {G}}]}.
- «Математическое ожидание убирает условие». Это правило верно для УМО относительно случайной величины (УМО в таком случае будет случайной величиной) и для условной вероятности относительно случайной величины

{\displaystyle \mathbb {E} [\mathbb {E} (X\mid Y)]=\mathbb {E} (X)}.

## Дополнительные свойства
- Теорема Леви о монотонной сходимости;
- Теорема Лебега о мажорируемой сходимости;
- Лемма Фату;
- Неравенство Йенсена.

## УМО для дискретных величин
Пусть {\displaystyle Y} — дискретная случайная величина, чьё распределение задаётся функцией вероятности {\displaystyle \mathbb {P} (Y=y_{j})\equiv p_{Y}(y_{j})=p_{j}>0,\;j=1,2,\ldots }. Тогда система событий {\displaystyle \{Y=y_{j}\}} является разбиением {\displaystyle \Omega }, и
{\displaystyle \mathbb {E} [X\mid Y]=\sum \limits _{j=1}^{\infty }\mathbb {E} [X\mid Y=y_{j}]\mathbf {1} _{\{Y=y_{j}\}}},
а
{\displaystyle \mathbb {E} [X\mid Y=y_{j}]=\mathbb {E} _{j}[X]},
где {\displaystyle \mathbb {E} _{j}} означает математическое ожидание, взятое относительно условной вероятности {\displaystyle \mathbb {P} _{j}(\cdot )=\mathbb {P} (\cdot \mid Y=y_{j})}.
Если случайная величина {\displaystyle X} также дискретна, то
{\displaystyle \mathbb {E} [X\mid Y=y_{j}]=\sum \limits _{i=1}^{\infty }x_{i}\,\mathbb {P} (X=x_{i}\mid Y=y_{j})=\sum \limits _{i=1}^{\infty }x_{i}\,p_{X\mid Y}(x_{i}\mid y_{j})},
где {\displaystyle p_{X\mid Y}} — условная функция вероятности случайной величины {\displaystyle X} относительно {\displaystyle Y}.

## УМО для абсолютно непрерывных случайных величин
Пусть {\displaystyle X,Y} — случайные величины, такие что вектор {\displaystyle (X,Y)^{\top }} абсолютно непрерывен, и его распределение задаётся плотностью вероятности {\displaystyle f_{X,Y}(x,y)}. Введём условную плотность {\displaystyle f_{X\mid Y}}, положив по определению
{\displaystyle f_{X\mid Y}(x\mid y)={\frac {f_{X,Y}(x,y)}{f_{Y}(y)}}},
где {\displaystyle f_{Y}} — плотность вероятности случайной величины {\displaystyle Y}. Тогда
{\displaystyle \mathbb {E} [X\mid Y]=h(Y)},
где функция {\displaystyle h} имеет вид
{\displaystyle h(y)=\int \limits _{-\infty }^{\infty }x\,f_{X\mid Y}(x\mid y)\,dx}.
В частности,
{\displaystyle \mathbb {E} [X\mid Y=y_{j}]=\int \limits _{-\infty }^{\infty }x\,f_{X\mid Y}(x\mid y_{j})\,dx}.

## УМО в L2
Рассмотрим пространство случайных величин с конечным вторым моментом {\displaystyle L^{2}}. В нём определены скалярное произведение
{\displaystyle \langle X,Y\rangle \equiv \mathbb {E} [XY],\;\forall X,Y\in L^{2}},
и порождённая им норма
{\displaystyle \|X\|={\sqrt {\mathbb {E} \left[X^{2}\right]}},\;\forall X\in L^{2}}.
Множество всех случайных величин {\displaystyle L_{\mathcal {G}}^{2}} с конечным вторым моментом и измеримых относительно {\displaystyle {\mathcal {G}}}, где {\displaystyle {\mathcal {G}}\subset {\mathcal {F}}}, является подпространством {\displaystyle L^{2}}. Тогда оператор {\displaystyle \Pi _{L_{\mathcal {G}}^{2}}:L^{2}\to L^{2}}, задаваемый равенством
{\displaystyle \Pi _{L_{\mathcal {G}}^{2}}(X)=\mathbb {E} [X\mid {\mathcal {G}}]},
является оператором ортогонального проектирования на {\displaystyle L_{\mathcal {G}}^{2}}. В частности:
- Условное математическое ожидание {\displaystyle \mathbb {E} [X\mid {\mathcal {G}}]} — это наилучшее средне-квадратичное приближение {\displaystyle X} {\displaystyle {\mathcal {G}}}-измеримыми случайными величинами:

{\displaystyle \|X-\mathbb {E} [X\mid {\mathcal {G}}]\|=\inf \limits _{Z\in L_{\mathcal {G}}^{2}}\|X-Z\|}.
- Условное математическое ожидание сохраняет скалярное произведение:

{\displaystyle \langle X,Z\rangle =\langle \mathbb {E} [X\mid {\mathcal {G}}],Z\rangle ,\;\forall Z\in L_{\mathcal {G}}^{2}}.
- Условное математическое ожидание идемпотентно:

{\displaystyle \Pi _{L_{\mathcal {G}}^{2}}^{2}=\Pi _{L_{\mathcal {G}}^{2}}}.